# Аква-Траяна
Акведук Траяна (лат. Aqua Traiana) — античный водопровод, построенный в Риме.
Акведук был открыт 24 июня 109 года при императоре Траяне и назван в честь него. Новый акведук брал воду из источников возле озера Браччано, к северо-западу от Рима. Протяжённость водопровода составляла 57 километров. В 537 году при осаде Рима готами акведук был частично разрушен, но через несколько лет благодаря полководцу византийскому Велизарию был восстановлен. Новые вмешательства в конструкцию акведука происходили в правление папы Гонория I в VII веке. После нападений на Рим лангобардов акведук пришлось снова восстанавливать. При папе Павле V вдоль акведука Траяна был построен новый акведук.